# Портлендский университет
Портлендский университет (англ. University of Portland) — католический частный университет в Портленде (штат Орегон, США). Основан в 1901 году, в начале XXI века предоставляет полный 4-годичный курс обучения по 26 основным специальностям, а также магистрат по 7 специальностям. Количество студентов к началу 2020-х годов свыше 4000, преподавателей — более 1000.

## История
Первый Портлендский университет (англ. Portland University) был основан в 1891 году под эгидой методистской епископальной церкви, однако просуществовал лишь короткое время. Традиционно считается, что оставшееся после него здание (Западный холл, впоследствии Вальдшмидт-холл) дало идею об основании в этом же месте католического университета архиепископу Портленда Александру Кристи. Кристи приобрёл участок земли со зданием и основал новый колледж, которому дал название «Колумбийский университет» (англ. Columbian University). Занятия в новом вузе, на тот момент насчитывавшем 40 студентов и 7 преподавателей, начались 5 сентября 1901 года. Первыми преподавателями были священники из епархии Кристи. Вскоре после этого он передал контроль над учебным заведением Конгрегации Святого креста, ранее основавшей в Индиане Университет Нотр-Дам.
С 1922 года выпускники Колумбийского университета получали диплом об окончании колледжа. В 1925 году был основан факультет гуманитарных и точных наук, первые 7 выпускников которого через 4 года получили степень бакалавра. В 1935 году вуз был переименован в Портлендский университет. В том же году была открыта школа бизнеса, в дальнейшем получившая имя Роберта Памплина. На следующий год к университету была присоединена школа медсестёр Святого Винсента, в 1948 году — Малтномский инженерный колледж, а в 1962 году открыто педагогическое отделение.
Женщин-студенток начали принимать на все существовавшие к тому моменту специальности с 1951 года, а годом ранее университет ввёл магистерскую программу (с тех пор была также введена докторантура в школе медсестёр). В 1967 году орден Святого креста передал управление университетом светскому совету регентов. В 2008 году была приобретена дополнительная территория, на которой разместился кампус.

## Современное состояние

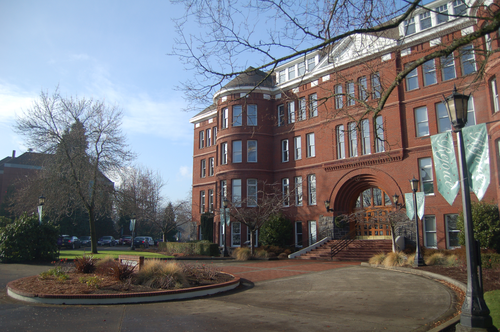
Вальдшмидт-холл — старейшее здание университета

Портлендский университет остаётся единственным общеобразовательным католическим университетом в штате Орегон. Территория университета, расположенная на утёсе над рекой Уилламетт в северном Портленде и на прилегающих к нему низменных землях вдоль реки, составляет 170 акров (69 га). 57 % студентов (в том числе 94 % первокурсников) проживают в кампусе.
В структуру университета входят факультет гуманитарных и точных наук, инженерное и педагогическое отделения, школы медсестёр и бизнеса и магистратура. В университете ведётся обучение на степень бакалавра по более чем 40 основным и 30 побочным специальностям и на степень магистра по 18 специальностям; количество преподаваемых курсов превышает 1300. Общее количество студентов — более 4 тысяч, общий штат превышает 1000 человек (в том числе около 300 преподавателей). В среднем на преподавателя приходится 12 студентов. Четырём преподавателям Портлендского университета в разные годы было присвоено национальное звание «профессор года». В целом университет регулярно включается в десятку лучших региональных вузов Запада США в рейтинге журнала U.S. News & World Report, в 2020 году заняв в этом списке 2-е место.
Значительная часть студентов Портлендского университета — выходцы из Орегона (порядка 40 %) и соседних регионов. Более половины из 37 тысяч выпускников проживают в Портлендско-Ванкуверской городской агломерации.
Сборная университета, известная как «Портленд Пайлотс», выступает в I дивизионе NCAA. В общей сложности университет представлен в 16 видах спорта, в том числе в женском футболе, где его команда завоевала чемпионский титул NCAA в 2002 и 2005 годах.